# Odisseia de Literatura Fantástica
Odisseia de Literatura Fantástica é um evento literário dedicado à literatura fantástica e demais gêneros relacionados (como horror, fantasia e ficção científica), criado e organizando por Duda Falcão, César Alcázar e Christopher Kastensmidt. O evento é realizado anualmente em Porto Alegre e sua primeira edição ocorreu em 27 e 28 de abril de 2012 no Memorial do Rio Grande do Sul, contando com a participação de 80 autores (entre eles, Leonel Caldela, Gerson Lodi-Ribeiro, Douglas Quinta Reis, entre outros), 17 editoras e 80 sessões de autógrafos, além de debates e palestras relacionados a seu tema.
Em 2014, a Odisseia de Literatura Fantástica recebeu o Troféu Amigo do Livro oferecido pela Câmara Rio-Grandense do Livro. O evento ocorreu anualmente até 2015 (passando, nesta edição, a ser realizado no Centro Cultural CEEE Erico Verissimo), entrando em um hiato de três anos e retornando à periodicidade anual em 2018. As atividades foram ampliadas, passando a incluir também oficinas, feira de livros, espaço para fã-clubes, sala de RPG e exposições. Na edição de 2018, o evento contou com o convidado internacional Thomas Olde Heuvelt, autor do livro de horror Hex, então recém-lançado no Brasil. Também foi entregue o Troféu Odisseia para a escritora Simone Saueressig, pelo conjunto da obra.
Na edição de 2019, foi realizada a primeira edição do Prêmio Odisseia de Literatura Fantástica, destinado a eleger as melhores obras nos gêneros de ficção científica, horror e fantasia publicados no ano anterior, seja em formato impresso ou digital. O prêmio contou com sete categorias: "narrativa longa horror", "narrativa longa fantasia", "narrativa longa ficção científica", "narrativa curta horror", "narrativa curta fantasia", "narrativa curta ficção científica" e "narrativa longa literatura juvenil" (romance ou novela, de fantasia, ficção científica ou horror). O troféu foi criado pelo artista plástico Lucas Strey e a entrega ocorreu no último dia do evento.

## Edições do evento
| No. | Data                                   | Local                                                                                   | Notas         |
| --- | -------------------------------------- | --------------------------------------------------------------------------------------- | ------------- |
| 1   | 27 e 28 de abril de 2012               | Memorial do Rio Grande do Sul                                                           | [ 2 ]         |
| 2   | 12 e 13 de abril de 2013               | Memorial do Rio Grande do Sul                                                           | [ 8 ]         |
| 3   | 11 a 13 de abril de 2014               | Memorial do Rio Grande do Sul                                                           | [ 9 ]         |
| 4   | 10 a 12 de abril de 2015               | Centro Cultural CEEE Erico Verissimo                                                    | [ 10 ]        |
| 5   | 8 a 10 de junho de 2018                | Centro Cultural CEEE Erico Verissimo                                                    | [ 5 ]         |
| 6   | 24 e 25 de agosto de 2019              | Centro Cultural CEEE Erico Verissimo                                                    | [ 6 ]         |
| -   | 21 de novembro de 2020                 | Edição cancelada por conta da pandemia, focada na premiação, e apenas de modo virtual   | [ 11 ] [ 12 ] |
| 7   | 1 a 3 de outubro de 2021               | Edição virtual, com conversas digitais e premiação online no canal de YouTube do evento | [ 13 ]        |
| 8   | 5 a 9 de outubro de 2022               | Edição virtual, com conversas digitais e premiação online no canal de YouTube do evento | [ 14 ]        |
| 9   | 7 e 8 de outubro de 2023               | Biblioteca Pública do Estado (Rio Grande do Sul)                                        | [ 15 ]        |
| 10  | 30 de novembro e 1 de dezembro de 2024 | Espaço Força e Luz                                                                      | [ 16 ]        |

## Premiados no Prêmio Odisseia de Literatura Fantástica

### Prêmio Odisseia de Literatura Fantástica 2019
| Categoria                          | Vencedor(es)                                                     | Finalistas |
| ---------------------------------- | ---------------------------------------------------------------- | --- |
| Narrativa longa literatura juvenil | Ana Lúcia Merege – Orlando e o escudo da coragem – Editora Draco | Juliana Feliz – As cinzas de Altivez – Midiograf Miriam N. Dohrn – Detektis: Aprendiz de detetive – Independente                                             |
| Narrativa curta horror             | Isabor Quintiere – Madres – Editora Escaleras                    | André Balaio – O lado de lá – Editora Patuá Marcelo Augusto Galvão – Sombras no coração – Independente                                                       |
| Narrativa curta fantasia           | Gabriel Cianeto – Oceano sorvete de uva – Editora Multifoco      | Deise Soares Ferraz de Vargas – A ponte de paladinos – Independente. Marcelo Bighetti – Sacrifício consumado – Independente.                                 |
| Narrativa curta ficção científica  | Saulo Adami – A invasão dos macacos – Editora DTX                | Alexandre Veloso de Abreu – A necronauta – Editora Scriptum Fábio Fernandes e Nelson de Oliveira – Oneironautas – Editora Patuá                              |
| Narrativa longa horror             | Carolina Mancini – Nihil – Editora Estronho                      | Danilo Correa – Sob a escuridão – Cervus Editora Pablo Amaral Rebello – Peixeira & Macumba – Independente                                                    |
| Narrativa longa fantasia           | Paola Siviero – O auto da maga Josefa – Dame Blanche             | Simone Saueressig – De ferro e de sal – Independente Yasmim Naif Amin Mahmud Kader – Caçada às estrelas da noite: sob o céu da noite eterna I – Independente |
| Narrativa longa ficção científica  | Ricardo Labuto Gondim – Corrosão – Editora Caligari              | Luiz Mauricio Azevedo Silva – Pequeno espólio do mal – Editora Figura de Linguagem Roberto de Sousa Causo – Mestre das marés – Editora Devir                 |

### Prêmio Odisseia de Literatura Fantástica 2020
| Categoria                          | Vencedor(es)                                                             | Finalistas |
| ---------------------------------- | ------------------------------------------------------------------------ | --- |
| Projeto gráfico                    | André Schuck – O Inferno é Aqui – Editora Coerência                      | Jorge Alexandre Moreira – Numezu – Monomito Editorial Vários Autores – O caso Fylo-Medusa – Diário Macabro                  |
| Narrativa longa literatura juvenil | Otávio Definski – Terra Vazia – Editora Metamorfose                      | A. T. Sérgio – Eles – Luva Editora A. Z. Cordenonsi – O problema dos cálculos maquinares – AVEC Editora                     |
| Narrativa curta horror             | Márcio Benjamin – Sete cordas (conto do livro Agouro) – Editora Escribas | Adriana Maschmann – Series fiel até que a morte vos separe – Editora Flyve Oscar Nestarez – O gato no vácuo – Editora Wish  |
| Narrativa curta fantasia           | Cristina Pezel – Jeremejevite (conto do livro Duendes) – Editora Draco   | Eduardo Sabino – Samuel e Samael – Editora Caos e Letras Simone Saueressig – Carnavalito – Editora Draco                    |
| Narrativa curta ficção científica  | Ana Rüsche – A Telepatia são os Outros – Monomito Editorial              | Lady Sybylla – Fogo no céu – Agência Magh Renan Bernardo – A norma aqui de cima – Revista A Taverna                         |
| Narrativa longa horror             | Júlio Ricardo da Rosa – O Inverno do Vampiro – Independente              | André Schuck – O inferno é aqui – Editora Coerência Francismar Campoli – A insurreição da monarquia suprema – Editora Verve |
| Narrativa longa fantasia           | Carol Chiovatto – Porém Bruxa – AVEC Editora                             | Helena Gomes – Uma aventura corsária – Edelbra Editora Leandro Pileggi – Isaac D – AVEC Editora                             |
| Narrativa longa ficção científica  | Nikelen Witter – Viajantes do Abismo – AVEC Editora                      | J. C. Fantin – Extraplanetário – Vírtua Editora Multimídia Peter Larubia – F.Ú.R.I.A. Ciberpunk – Luva Editora              |

### Prêmio Odisseia de Literatura Fantástica 2021
| Categoria                          | Vencedor(es)                                                                           | Finalistas |
| ---------------------------------- | -------------------------------------------------------------------------------------- | --- |
| Capa e projeto gráfico             | Enéias Tavares – Parthenon místico – DarkSide Books                                    | Fábio Brust – Ex Libris – AVEC Editora Pedro Hutsch Balboni e Rodrigo Ortiz Vinholo (org.) – Contos de Tarot – Independente                                |
| Quadrinhos fantásticos             | Romeu Martins, Val Oliveira e Sandro Zambi – A cor que caiu do espaço – Skript Editora | Guilherme Smee e Eduardo Ribas – D.I.V.A.S. Brasileiras – Independente Octávio Aragão e Carlos Holanda – Psicopompo – Editora Caligari                     |
| Narrativa longa literatura juvenil | Raphael Silva – Ubuntu 2048 – Editora Kitembo                                          | Fábio Brust – Ex Libris – AVEC Editora Lívia Stocco – Água e vento – Independente                                                                          |
| Narrativa curta horror             | Juliane Vicente – O alinhamento das estrelas – Diário Macabro Editora                  | Karen Alvares – O fim e o começo de todas as coisas – Agência Magh Oscar Nestarez – Horror adentro – Editora Vacatussa                                     |
| Narrativa curta fantasia           | Fernanda Castro – Lágrimas de carne – Editora Damme Blanche                            | Andriolli Costa – O colecionador de sacis – Independente Nikelen Witter – Embornal dos olhos – AVEC Editora                                                |
| Narrativa curta ficção científica  | Israel Neto – Não podemos esperar – Editora Nua                                        | Anna Martino – Senhor tempo bom – Editora Plutão D. Celestino – Vizinhos – Independente                                                                    |
| Narrativa longa horror             | Clecius Alexandre Duran – A outra casa – Independente                                  | Iza Artagão – Fome – Sguerra Design Larissa Prado – O rastro da serpente – Skript Editora                                                                  |
| Narrativa longa fantasia           | Erick Santos Cardoso – Guirlanda Rubra – Editora Draco                                 | Marcella Rossetti – Filhos da Lua: o legado sombrio – AVEC Editora Paula Carminatti e Eliton Viegas – Os talismãs de Jade: duologia Ária de Yu – Coerência |
| Narrativa longa ficção científica  | Enéias Tavares – Parthenon místico – DarkSide Books                                    | Carol Façanha – Não esqueça – Editora Caligari Mandi Castro – Martim Lafayette e o contra-tempo – Luva Editora                                             |

### Prêmio Odisseia de Literatura Fantástica 2022
| Categoria                          | Vencedor(es) | Finalistas |
| ---------------------------------- | --- | --- |
| Capa e projeto gráfico             | O Novo Horror – O Grifo                                                                                              | Assombra Contos – Kikomics Farras Fantásticas – Editora Corvus |
| Quadrinhos fantásticos             | Alexey Dodsworth e Ioannis Fiore – Saros 136 – Editora Draco                                                         | Felipe Cagno e Fabiano Neves – The Few and cursed – AVEC Editora Guilherme Smee e Danilo Aroeira de Pinho Tavares – Mandinga – Add Art Studio                                     |
| Narrativa longa literatura juvenil | Jim Anotsu – O serviço de entregas monstruosas – Editora Intrínseca                                                  | Simone Saueressig – O último continente – Independente. Thiago Lee – O mistério do carneiro de ouro – Editora Rocco                                                               |
| Narrativa curta horror             | Irka Barrios – A parte de dentro – O Grifo                                                                           | Nikelen Witter – O título é um grito – O Grifo Paula Febbe – Tudo que é vermelho – DarkSide Books                                                                                 |
| Narrativa curta fantasia           | Auryo Jotha – Miolo de boi – Editora Corvus                                                                          | Andrea Ormond – O aquário da cabeça Rodrigo Ortiz Vinholo – Hóspedes – Editora Lendari                                                                                            |
| Narrativa curta ficção científica  | Sabine Mendes Moura – Você Unlimited – Lendari                                                                       | Clarice França – Oculi – Independente Kinaya Black – Eu conheço UZOMI – Editora Kitembo                                                                                           |
| Narrativa longa horror             | Oscar Nestarez – Claroscuro – Editora Draco                                                                          | Daniel Gruber – A floresta – O Grifo Iza Artagão – Breu – Independente |
| Narrativa longa fantasia           | Marina Denser Mainardi – A única certeza é a morte – Editora Metamorfose                                             | Heitor Vasconcelos Serpa – Vitória no inferno – Independente Lucas Viapiana – A torre do tempo – Independente                                                                     |
| Narrativa longa ficção científica  | Sandra Menezes – O céu entre mundos – Editora Malê                                                                   | Lucas Mota – Olhos de pixel – Editora Plutão Waldson Souza – O homem que não transbordava – Editora Plutão                                                                        |
| Artigos fantásticos                | Marcello Simão Branco e Cesar Silva – A literatura de FC&F brasileira na segunda década do século XXI – AVEC Editora | Rafael Eisinger Guimarães – Os limites do fantástico na escrita de Silvina Ocampo – EDUCS (Universidade de Caxias do Sul) Rodolfo Stancki – A zona crepuscular – Editora Estronho |

### Prêmio Odisseia de Literatura Fantástica 2023
| Categoria                          | Vencedor(es) | Finalistas |
| ---------------------------------- | --- | --- |
| Capa e projeto gráfico             | Ian Fraser – A vida e as mortes de Severino Olho de Dendê – Intrínseca                                                       | Roberto Campos Pellanda – Terceiro saber – AVEC Editora Tiago Carvalho – Caçadores de Ezória: a semente do amanhã – Pendragon Editora |
| Quadrinhos fantásticos             | Fábio Yabu e Fred Rubim – Os sussurros do caos rastejante – Jambô                                                            | Felipe Castilho e Monaramis – Guarás: a outra margem – Independente Kiko Garcia – Terra Roxa – Kikomics |
| Narrativa longa literatura juvenil | Lucas de Melo Bonez – A morte e a vida dos meninos lobos – Boaventura Editora                                                | Clinton Davisson – Baluartes: Terra Sombria – AVEC Editora Fabiola Eichenbrenner – Sete monstros – Cartola Editora |
| Narrativa curta horror             | Juliana Cunha – A devoradora – O Grifo                                                                                       | Oscar Nestarez – O breu povoado – AVEC Editora Talita Grass – Canção para um anfíbio – DarkSide Books |
| Narrativa curta fantasia           | João Mendes – Serra minguante – Mafagafo                                                                                     | Carol Façanha – O sibilar de outrora – Independente Jadna Alana – Se tu me quisesse – Independente |
| Narrativa curta ficção científica  | Simone Saueressig – O cuco de Sumaúma – AVEC Editora                                                                         | Juliane Vicente – Sankofa – Rocket Editorial Zé Wellington – Quinze minutos – Draco Editora |
| Narrativa longa horror             | Larissa Brasil – Irebu – Independente                                                                                        | Cirilo Lemos – Estação das moscas – Draco Editora Everaldo Rodrigues – Kiumba – Independente |
| Narrativa longa fantasia           | Bruno Anselmi Matangrano – Ebálidas de Pseudo-Outis – Arte e Letra                                                           | Alvaro Senra – Éden – 7 letras Leonardo Oliveira – A rainha do pôr do sol – Independente |
| Narrativa longa ficção científica  | Matheus Borges – Mil placebos – Uboro Lopes                                                                                  | Alexei Dodsworth – Paradoxo de Theséus – Draco Editora Gabriel Teixeira Canduri – Urubu rei – Astrolábio Edições |
| Artigos fantásticos                | Rafael Eisinger Guimarães – Pode a inteligência ser artificial? O que nos ensinam os robôs de Isaac Asimov – Pontes Editores | Ana Resende e Caroline Façanha – Pilhas de corpos grotescos: o gótico contemporâneo em Mariana Enríquez e Patrícia Melo – Abusões Júlio França e Oscar Nestarez – Apresentação: uma tradição obscura (Paratexto de Tênebra – Narrativas de horror brasileiras [1839-1899]) – Fósforo Editora |

### Prêmio Odisseia de Literatura Fantástica 2024
| Categoria                          | Vencedor(es) | Finalistas |
| ---------------------------------- | --- | --- |
| Capa e projeto gráfico             | Daniel Gruber – A Noite do Cordeiro – O Grifo                                                                                      | André de Carvalho – Zona Livre – Pipoca & Nanquim R. M. Albuquerque – O Mago Revolucionário – Editora Pendragon |
| Quadrinhos fantásticos             | Alexey Dodsworth e Cristina Lasaitis – As Confissões da Bahia em Quadrinhos – Dos Autores                                          | Anderson Shon e Daniel Cesart – Estados Unidos da África – Ed. do Autor Kiko Garcia – Horror Show – Kikomics |
| Narrativa longa literatura juvenil | Marcelo Cassaro e Marlon Teske – Anomalia vol. 1 – Jambô                                                                           | Giovana Oliveira – Aguapés – Teju Jagua Lhaisa Andria – Almakia: A Vilashi e os Dragões – Lumus Editora |
| Narrativa curta horror             | Auryo Jotha – A Feira do Troca-Troca onde um filhote de onça vale um rádio de pilha – Motim Books                                  | Lis Vilas Boas – As sete mortes de uma sereia – Agência Magh Thiago Ambrósio Lage – Seis estrelas – Revista Escambanáutica |
| Narrativa curta fantasia           | André Cáceres – Esperando o dono – Caos & Letras                                                                                   | Daniela Funez – O êxtase derradeiro da vampira de Osasco – Editora Bandeirola Danilo Heitor – A visagem do ovo – Escritor Brasileiro. Subtextos vol.4 |
| Narrativa curta ficção científica  | João Mendes – Corpo de Barro – Escambau Editora                                                                                    | Flávio Karras – Socorro! Mate o meu microondas! – Independente Pedro Cruvinel – Um tostão para sinhá – Rocket Editorial |
| Narrativa longa horror             | Thunder Dellú – Os que sobem à noite – AVEC Editora                                                                                | Larissa Brasil – Uma oração para ninguém – Ed. da Autora Penina L. Baltrusch – Welcome to Londres, parceiro – Independente |
| Narrativa longa fantasia           | Camila Fernandes e David Hoffmann – Jornadas extraordinárias a vidas distantes – Sisko                                             | Cesar Alcázar – Espero que eu não me apaixone por você – AVEC Editora Vilto Reis – Nascida para o trono – Editora Draco |
| Narrativa longa ficção científica  | Cirilo S. Lemos – Um milhão de mim – Editora Draco                                                                                 | Catu Yawara – Os errantes – Ed. do Autor Rodrigo Pontes – As neurofiandeiras de Val – Ed. do Autor |
| Artigos fantásticos                | George Amaral – O estranhamento na ficção do antropoceno – Teorias e Reflexões sobre o Estranhamento na Ficção. Bandeirola Editora | Alana Brezolin – Literatura fantástica brasileira de autoria feminina: duas vezes à margem do cânone – EDUCS – Editora da Universidade de Caxias do Sul Alexey Dodsworth – A interpretação dos muitos mundos da mecânica quântica na ficção científica – Publicado na Revista Poiésis da Universidade Federal Fluminense |